# Filosofia da informação
A Filosofia da Informação, abreviado para (PI) philosophy of information inglês ou (FI) em português) é um campo da pesquisa filosófica voltado para a investigação crítica da estrutura conceitual e dos princípios básicos da informação e ainda da elaboração e aplicação da teoria da informação e das metodologias computacionais aos problemas filosóficos, segundo definição do filósofo italiano Luciano Floridi, mas é também objeto de estudos da Ciência da Informação.

## Computação e filosofia
Recentes avanços na computação como web semântica, inteligência artificial vem permitindo novas visões sobre a filosofia.

## Filósofos da informação
- Luciano Floridi
- Paul Virilio
- Pierre Lévy
- Joël de Rosnay

## Leituras Adicionais
- João Mattar (2009). Filosofia da computação e da informação. São Paulo: LCTE. 232 páginas. ISBN 9788579420047
- Luciano Floridi (2004). The Blackwell guide to the philosophy of computing and information. Malden, MA: Blackwell. 392 páginas. ISBN 9780631229193
- Moisés Rockembach (2011). Informação: uma breve introdução. Prisma.com - Recensão crítica do livro: Floridi, L. (2010). Information: A very short introduction. OUP Oxford.
- R. L. Winder; S. K. Probert; I. A. Beeson (Ed.) (1997). Philosophical aspects of information systems. London: Taylor and Francis. 272 páginas. ISBN 9780748407583